# Cirkelsector

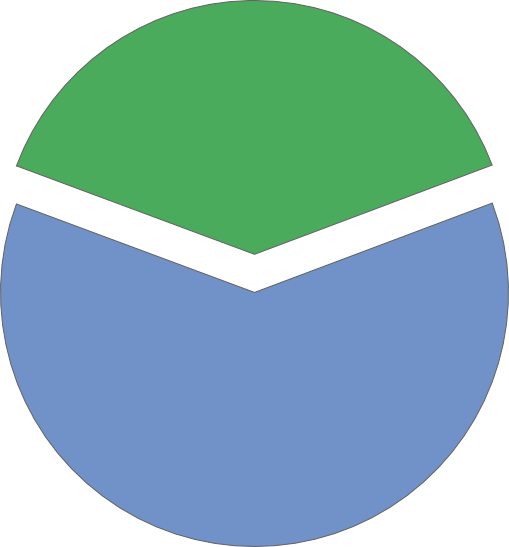
Figuur 1. Twee cirkelsectoren

Een cirkelsector is een deel van het cirkeloppervlak ingesloten door een cirkelboog en de beide stralen naar de eindpunten van die cirkelboog.

## Oppervlakte en booglengte

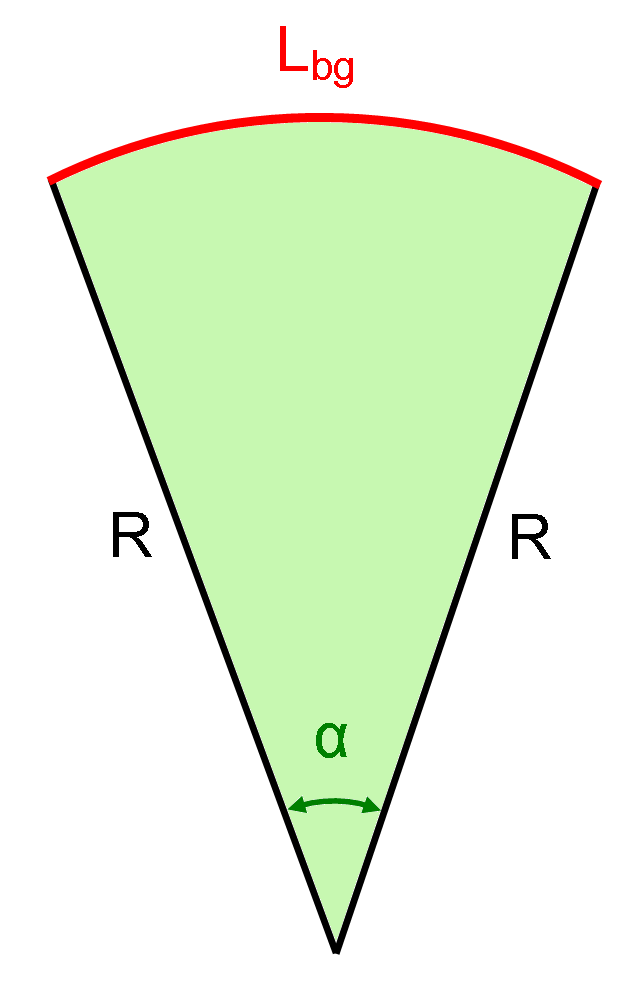
Figuur 2. Cirkelsector met straal, middelpuntshoek en booglengte

Een cirkelsector is bepaald door de straal {\displaystyle r} van de cirkelboog en de middelpuntshoek {\displaystyle \theta =\theta _{\text{rad}}\mathrm {rad} ={\theta _{\text{deg}}}^{\circ }=\theta _{\text{grad}}\mathrm {grad} }, waarin {\displaystyle \theta _{\text{rad}},\ \theta _{\text{deg}}} en {\displaystyle \theta _{\text{grad}}} respectievelijk de aantallen radialen, booggraden en gon zijn. 
De oppervlakte {\displaystyle A} van de cirkelsector wordt gegeven door:
{\displaystyle A={\frac {r^{2}\theta _{\text{rad}}}{2}}={\frac {\pi r^{2}\theta _{\text{deg}}}{360}}={\frac {\pi r^{2}\theta _{\text{grad}}}{400}}}
De lengte {\displaystyle L_{\text{bg}}} van de boog van de cirkelsector wordt gegeven door:
{\displaystyle L_{\text{bg}}=r\theta _{\text{rad}}={\frac {\pi r\theta _{\text{deg}}}{180}}={\frac {\pi r\theta _{\text{grad}}}{200}}}